# جوي براينت
جوي براينت (بالإنجليزية: Joy Bryant)‏ (مواليد 19 أكتوبر 1976) ممثلة اميركية و عارضة الأزياء سابقة، اشتهرت بدور ياسمين تراسل في عرض بيرنتهود , وعن دورها في فيلم الكوميدي مرحبا بك في بيتك روسكو جنكينز (2008).

## روابط خارجية
- جوي براينت على موقع IMDb (الإنجليزية)
- جوي براينت على موقع ألو سيني (الفرنسية)
- جوي براينت على موقع ميوزك برينز (الإنجليزية)
- جوي براينت على موقع أول موفي (الإنجليزية)
- جوي براينت على موقع قاعدة بيانات الأفلام السويدية (السويدية)
- جوي براينت على موقع إن إن دي بي (الإنجليزية)
- جوي براينت على موقع ديسكوغز (الإنجليزية)
- جوي براينت على موقع قاعدة بيانات الفيلم (الإنجليزية)
- جوي براينت على موقع كينوبويسك (الروسية)
- جوي براينت على موقع دليل عارضات الأزياء (الإنجليزية)